# Cantonul Massat
Cantonul Massat este un canton din arondismentul Saint-Girons, departamentul Ariège, regiunea Midi-Pyrénées, Franța.

## Comune
| Comune    | Populație (1999) | Cod poștal | Cod INSEE |
| --------- | ---------------- | ---------- | --------- |
| Aleu      | 122              | 09320      | 09005     |
| Biert     | 284              | 09320      | 09057     |
| Boussenac | 184              | 09320      | 09065     |
| Massat    | 589              | 09320      | 09182     |
| Le Port   | 190              | 09320      | 09231     |
| Soulan    | 324              | 09320      | 09301     |